# Engyprosopon latifrons
Engyprosopon latifrons är en fiskart som först beskrevs av Regan, 1908.  Engyprosopon latifrons ingår i släktet Engyprosopon och familjen tungevarsfiskar. Inga underarter finns listade i Catalogue of Life.